# Don't Forget Me (When I'm Gone)
Don't Forget Me (When I'm Gone) is een nummer van de Canadese rockband Glass Tiger uit 1986. Het is de eerste single van hun debuutalbum The Thin Red Line. Het nummer bevat achtergrondvocalen van de Canadese rockzanger Bryan Adams.
Het nummer werd een grote hit in Noord-Amerika, en haalde de nummer 1-positie in Canada, het thuisland van Glass Tiger. In Europa werd het nummer alleen een hit in het Verenigd Koninkrijk, Ierland, Duitsland en Nederland. In Nederland haalde het nummer de 4e plek in de Tipparade.